# Klaus Langhoff
Klaus Langhoff, nemški rokometaš, * 5. december 1939, Rostock.
Leta 1972 je na poletnih olimpijskih igrah v Münchnu v sestavi vzhodnonemške rokometne reprezentance osvojil četrto mesto.